# Andrej Szeptycki
Andrej Szeptycki, in ucraino Андрей Шептицький (Andrej Šeptyc'kyj) (Prylbyči, 29 luglio 1865 – Leopoli, 1º novembre 1944), è stato un arcivescovo cattolico ucraino, metropolita di Leopoli (1900-1944) e fondatore dei Monaci studiti ucraini (1900).
Secondo lo storico Jaroslav Pelikan «fu la figura più rilevante [...] nell'intera storia della Chiesa ucraina del XX secolo».

## Biografia

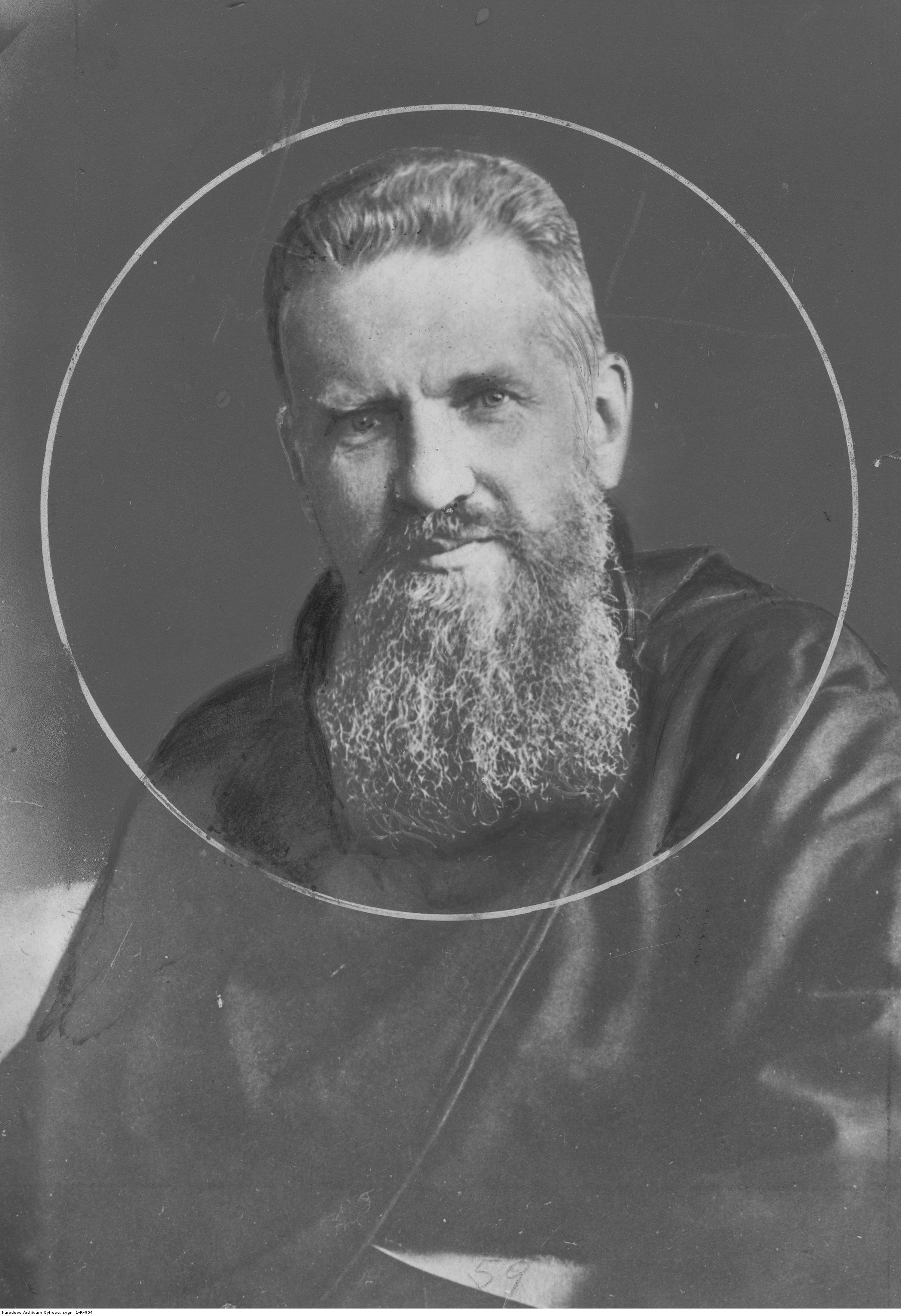
Andrej Szeptycki

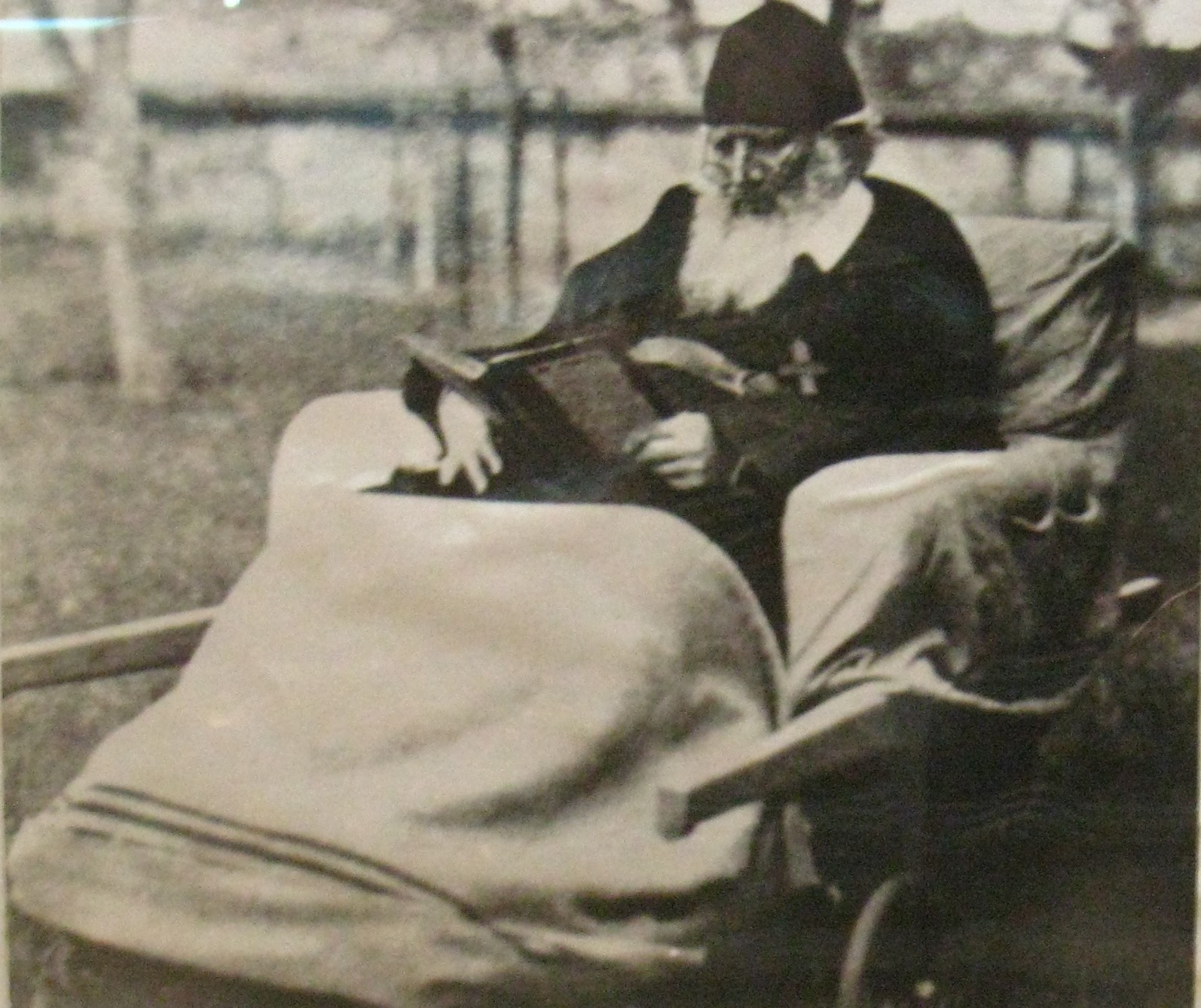
Andrej Szeptycki a 76 anni

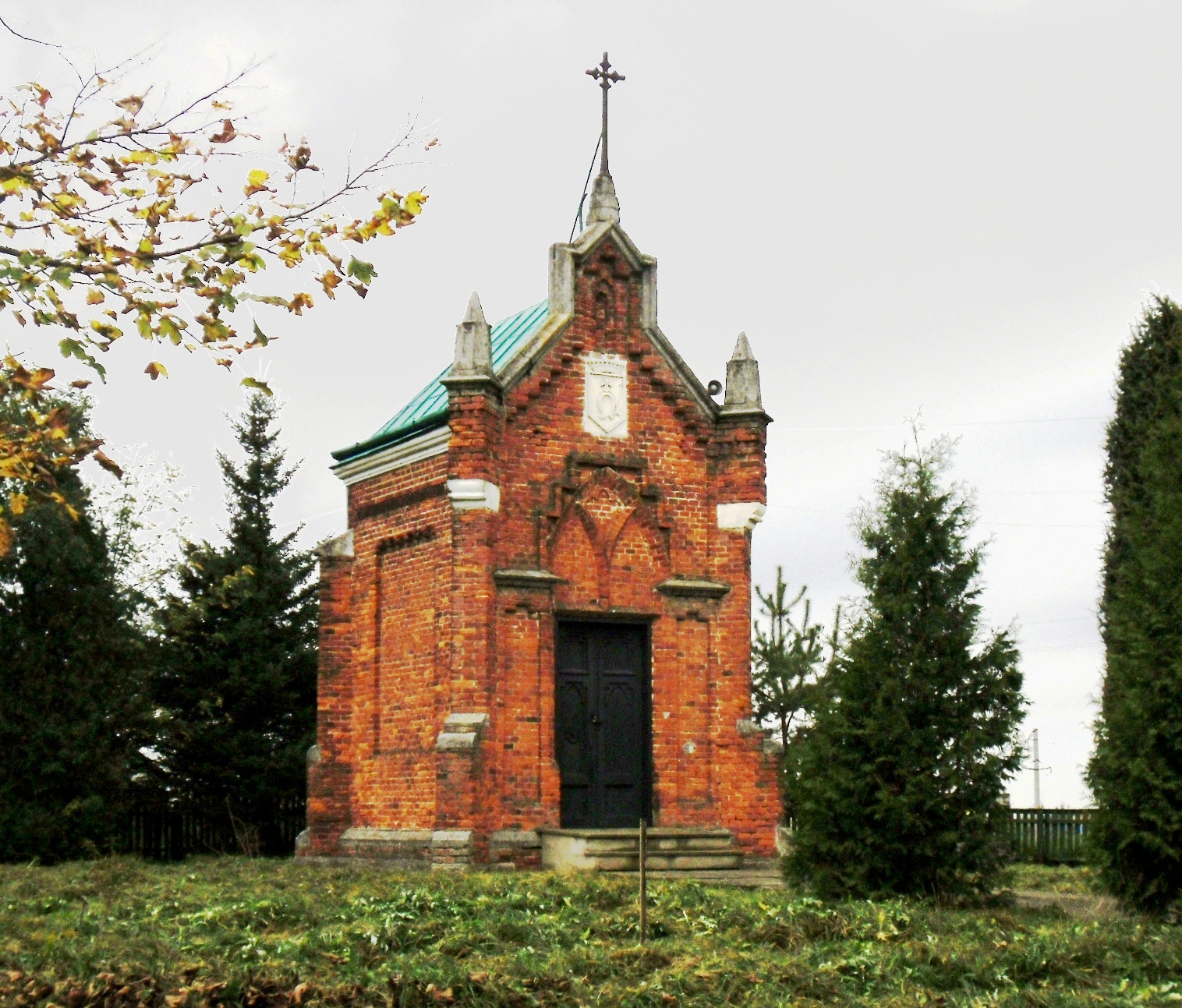
Tomba della famiglia Szeptycki nel villaggio di Prylbyči

Aleksander Szeptycki nacque in un villaggio della Galizia, allora territorio dell'Impero austro-ungarico, da una famiglia aristocratica ucraina, che nel corso del XIX secolo si era polonizzata e convertita al cattolicesimo. Tra i suoi antenati vi erano importanti figure di ecclesiastici, fra cui due metropoliti di Kiev, Atanasyj e Lev. Suo nonno materno era lo scrittore polacco Aleksander Fredro. Uno dei suoi fratelli fu il beato Clemente, monaco studita, mentre un altro fratello, Stanisław Szeptycki, fu generale dell'esercito polacco.
Dopo aver prestato il servizio militare nell'esercito asburgico, Aleksander studiò legge a Cracovia e Breslavia, laureandosi nel 1888: durante il periodo della sua formazione ebbe modo di viaggiare e visitare città come Mosca e Roma, dove venne ricevuto in udienza da Papa Leone XIII.
Contro il parere del padre, decise di entrare come monaco nell'Ordine basiliano di San Giosafat a Dobromyl, cambiando il suo nome di battesimo Aleksander in quello religioso di Andrej (in onore dell'apostolo Andrea, fondatore della Chiesa bizantina): portati a termine gli studi teologici presso il seminario della Compagnia di Gesù a Cracovia, il 22 agosto 1892 venne ordinato sacerdote a Przemyśl; nel 1896 fu eletto rettore del monastero basiliano di Sant'Onofrio a Leopoli.
Alla morte del cardinale Sylwester Sembratowicz (1836-1898), l'imperatore Francesco Giuseppe d'Asburgo lo elesse vescovo di Stanislaviv: con l'assenso di Leone XIII, il 17 settembre 1899 venne consacrato vescovo. Dopo solo un anno (il 12 dicembre 1900) venne trasferito alla sede metropolitana di Leopoli, da cui dipendevano tutte le diocesi della Chiesa greco-cattolica ucraina.
Si adoperò per la restaurazione dell'autentico monachesimo orientale nella sua Chiesa fondando alcuni monasteri secondo il typikon studita (poi ordine dei Monaci studiti ucraini), e soprattutto per l'unità delle Chiese cattolica e ortodossa.
Nel 1910 compì un lungo viaggio attraverso il nuovo continente, visitando le diocesi ucraine degli Stati Uniti e del Canada e partecipando al XXI Congresso eucaristico internazionale di Montréal.
Nel settembre del 1914, allo scoppio della prima guerra mondiale, l'Ucraina occidentale venne occupata dalle truppe della Russia zarista, da sempre ostile alle comunità di rito orientale in comunione con Roma: il metropolita Szeptycki venne arrestato e rimase prigioniero fino al marzo del 1917, quando la Rivoluzione rovesciò il regime dello Zar. Il periodo che seguì (1918-1920) fu particolarmente travagliato: la Galizia fu teatro di scontri tra polacchi e bolscevichi, che videro prevalere i primi. Nel 1920 l'intera Galizia fu annessa alla Polonia (Pace di Riga del 21 settembre 1920.
Nel 1929 fondò a Leopoli un'accademia teologica e ne nominò rettore Josyp Slipyj, che fu poi suo coadiutore e successore.
Nel settembre 1939 la Polonia orientale fu invasa dall'Unione Sovietica. Dal luglio 1941 al 1944 tutta la Polonia fu occupata dal Terzo Reich. Monsignor Szeptycki divenne un oppositore di entrambe le ideologie totalitarie: il comunismo e nazionalsocialismo tedesco, che egli vide vessare il proprio Paese. I sovietici deportarono un milione di polacchi e ucraini e fecero strage di migliaia di prigionieri politici prima di ritirarsi. I nazisti iniziarono a deportare ebrei non appena ebbero il controllo del territorio. Non appena comprese la reale natura del regime nazista, monsignor Szeptycki inviò una protesta personale a Heinrich Himmler, comandante delle forze di sicurezza del Reich (febbraio 1942). Successivamente informò il pontefice Pio XII della natura "quasi diabolica" del nazismo (lettera del 29 agosto). Protesse gli ebrei: ne ospitò 15 nella sede vescovile e ne salvò non meno di cento. Nel novembre 1942 firmò una lettera pastorale che intitolò Non ucciderai: in essa ammoniva severamente i propri fedeli a non collaborare con gli occupanti nella realizzazione del loro progetto genocida.
Il metropolita Andrej Szeptytzkyj morì nel 1944 e fu sepolto nella cattedrale di San Giorgio a Leopoli.
Il processo per la sua beatificazione iniziò nel 1958. Il 17 luglio 2015 è stato promulgato il decreto che ne attesta le virtù eroiche.
Su richiesta dei sopravvissuti dell'Olocausto per intercessione di monsignor Szeptycki, Israele ha accolto la proposta del rabbino David Kahane (che fu salvato dal metropolita) e ha conferito ad Andrej Szeptycki la medaglia di Giusto tra le Nazioni.

## Genealogia episcopale e successione apostolica
La genealogia episcopale è:
- Patriarca Geremia II Tranos
- Arcivescovo Michal Rahoza
- Arcivescovo Hipacy Pociej
- Arcivescovo Iosif Rucki
- Arcivescovo Antin Selava
- Arcivescovo Havryil Kolenda
- Arcivescovo Kyprian Žochovs'kyj
- Arcivescovo Lev Zaleski
- Arcivescovo Jurij Vynnyc'kyj
- Arcivescovo Luka Lev Kiszka
- Vescovo György Bizánczy
- Vescovo Inocențiu Micu-Klein, O.S.B.M.
- Vescovo Mihály Emánuel Olsavszky, O.S.B.M.
- Vescovo Vasilije Božičković, O.S.B.M.
- Vescovo Grigore Maior, O.S.B.M.
- Vescovo Ioan Bob
- Vescovo Samuel Vulcan
- Vescovo Ioan Lemeni
- Arcivescovo Spyrydon Lytvynovyč
- Arcivescovo Josyf Sembratowicz
- Cardinale Sylwester Sembratowicz
- Arcivescovo Julian Kuiłovskyi
- Arcivescovo Andrej Szeptycki, O.S.B.M.

La successione apostolica è:
- Vescovo Hryhoryj Chomyšyn (1904)
- Vescovo Soter Stephen Ortynsky de Labetz, O.S.B.M. (1907)
- Vescovo Nykyta Budka (1912)
- Vescovo Josyf Botsian (1914)
- Vescovo Dmytro Yaremko (1914)
- Vescovo Josafat Kocylovs'kyj, O.S.B.M. (1917)
- Arcivescovo Ivan Bučko (1929)
- Vescovo Ivan Latyševskyj (1930)
- Cardinale Josyf Ivanovič Slipyj (1939)

## Testi principali
Lettera pastorale al clero e ai fedeli della dell'Eparchia Stanislaviv (1899-1904);
A proposito di affari cerimoniali (1931);
La fedeltà alla tradizione (1931);
Il lavoro per l'unione delle Chiese (1940);
A proposito di riti (1941)
Come costruire la casa nazionale (1941);
«Le questioni sociali» La lettera pastorale al clero.